# Hogager Kirke
Hogager Kirke ligger i landsbyen Hogager i Hogager Sogn, Holstebro Kommune (Viborg Stift).

## Bygningen
Kirken er opført i tegl i nyromansk stil. Taget er i skifer.
Kirkerummet var oprindeligt hvidkalket, men i forbindelse med restaureringen ved kirkens 100-års jubilæum i 1999 blev nogle dele malet i klare farver: Loftbrædderne blev således lyseblå, mens bjælkerne blev gule. Visse andre dele blev ligeledes malet i en af disse farver, og blandt andet prædikestolen er ligeledes holdt i blå og gul/orange farver.
Kirken har to klokker: Den ældste fra 1949 hænger i det gamle klokkespir på kirkegården, mens den nyeste er fra 1978 og hænger i våbenhuset.

### Interiør
Alterbordet er et enkelt stativ i jern forsynet med en smal bordplade af glas. Alteret er udsmykket med glasmosaik indsat i østgavlens vindue. Motivet her er en stiliseret fremstilling af udvalgte scener fra evangelierne, og farvevalget matcher de farver, der blev tilføjet kirkerummet i 1999 (primært blå, gul og orange). Alterskranken er i lighed med alterbordet minimalistisk fremstillet af jern i form af en halvbue med knæfald i polstret skind. Den oprindelige altertavle forestiller Jesu opstandelse som en kopi af Carl Blochs billede og er nu placeret i kapellet.
Døbefonten er i granit og har en firkantet fod; den er placeret i nordsiden lige inden for koret. Over for denne mod syd er opstillet et lysbord, hvor besøgende kan tænde et lys. Prædikestolen er den oprindelige fra 1899, men er senere frisket op. Orglet har syv stemmer og er fra 1986.

## Historie
Stedet, hvor Hogager Kirke nu ligger, var oprindeligt et sparsomt befolket område i udkanten af Borbjerg Sogn, men bølgen med opdyrkningen af heden i Midtjylland i det 19. århundrede medførte en øget befolkning i området, og behovet for at få egen kirke opstod efterhånden. Karl Hansen, en lærer ved Hogager Skole, tog initiativ til at gøre noget aktivt ved sagen, og i 1895 blev der nedsat et kirkeudvalg. Udvalget lavede et budget på opførelsen af, i første omgang, et kapel til 8.500 kr., og en gårdejer skænkede en grund til byggeriet. Der blev samlet ind til kapellet lokalt, hvilket sammen med en arv og statslige midler betød, at opførelsen blev påbegyndt i april 1899. Kapellet stod derpå færdig i oktober samme år og indviet 15. oktober.
Den oprindelige bygning svarer til det nuværende skib, og hertil blev i 1924 føjet et kor, hvorpå den nu blev til en egentlig kirke og genindviet som sådan samme år. Samtidig blev spiret taget ned; det står nu på kirkegården. Tårnet med våbenhus blev tilføjet i 1976-77, og i forbindelse med kirkens 100-års jubilæum i 1999 blev der foretaget en restaurering, herunder indsættelsen af en glasmosaik i vinduet i østgavlen.